# Манипур (княжество)
Манипур (хинди मणिपुर राज्य) — древнее независимое королевство на границе Индии и Бирмы. С 1824 года — вассальное государство Британской Ост-Индской компании, а с 1891 года — туземное княжество в составе Британской Индии. Манипур граничил с провинцией Ассам на западе и Британской Бирмой на востоке. В XX веке княжество Манипур занимало площадь в 22 327 квадратных километров (8621 квадратных миль). Столицей государства был Импхал.
Ранняя история Манипура состоит из мифических повествований. Крепость Кангла, расположенная на берегу реки Импхал, является местом, где находился дворец царя Пахангбы. Он был построен в 1632 году королем Хагембой, который победил китайских захватчиков. В форте расположен ряд храмов, имевших традиционное религиозное значение. Кангла означает «сухая земля» на древнем языке Манипури (мейтей, мейтхей).

## Государство Канглейпак
Королевство Канглейпак было основано в 1110 году королем Лойюмбой, правившим в 1074—1121 годах. Он создал королевство, объединив большинство княжеств на окрестных землях, и ему приписывают принятие своего рода письменной конституции для своего государства. После покорения всех поселений в пределах своей долины цари Канглейпака набрали силу и начали политику экспансии за пределы своей территории. В 1443 году король Нинтухомба совершил набег на Аклу, область, управляемую народом шан, инициировав политику притязаний Манипури на соседнюю долину Кабау. Зенит Канглейпакского государства был достигнут при правлении царя Хагембы (1597—1652). Брат Хагембы принц Шалунгба был недоволен правлением Хагембы, поэтому он бежал в регион Силхет, где вступил в союз с бенгальскими мусульманскими лидерами. Затем Шалунгба с отрядом силхетских солдат попытался вторгнуться в Манипур, но его воины были захвачены, их заставили работать в качестве рабочих в Манипуре. Эти солдаты женились на местных женщинах мейтхей и адаптировались к языку манипури. Они ввели кальян в Манипур и основали мусульманскую общину Пангал или Манипури.

## Государство Манипур
В 1714 году король Мейдингу Памхейба (1709—1751) принял индуизм в качестве государственной религии и изменил свое имя на Гариб Наваз. В 1724 году санскритское название Манипур («обитель драгоценностей») было принято в качестве названия государства. Король Гариб Наваз совершил несколько походов в соседнюю Бирму, но никаких постоянных завоеваний. После смерти Гариба Наваза в 1754 году Манипур был оккупирован Бирманским королевством. Король Мейтей Джай Сингхом (Чинг-Тханг Хомба) (1759—1798) обратился за помощью к англичанам. Последние, однако, напомнили о военных силах, посланных на помощь Манипуру, и после этого прошли годы без особых контактов между государством Манипур и англичанами. Манипур был захвачен в начале Первой англо-бирманской войны (1824—1826) вместе с Качаром и Ассамом.

## Британский протекторат
После бирманских вторжений в 1824 году король Манипура Гамбхир Сингх (Чинглен Нонгдренхомба) (1825—1834) обратился к англичанам за помощью, и просьба была удовлетворена. Были посланы сипаи и артиллерия, а британские офицеры обучили отряды Манипури для последующих военных действий. После того как бирманцы были изгнаны, Долина Кабау вплоть до реки Нинти была присоединена к княжеству. В 1824 году Манипур стал британским протекторатом, а в 1826 году был заключен мирный договор с Бирмой. Манипур оставался относительно мирным и процветающим вплоть до смерти короля Гамбхира Сингха в 1834 году. Когда он умер, его сыну Чандре Кирти был всего один год, и его дядя Нара Сингх был назначен регентом. В том же году британцы решили вернуть долину Кабау Бирманскому королевству, которое не смирилось с потере этой области. Радже Манипура была выплачена компенсация в виде ежегодного пособия в размере 6370 рупий. В 1835 году было учреждена британская резидентура в Импхале, единственном городе княжества, для облегчения связи между британцами и правителями Манипура.
После неудавшегося покушения на его жизнь Нара Сингх пришел к власти и удерживал трон до самой своей смерти в 1850 году. Его брату Девендре Сингху англичане дали титул раджи, но он был непопулярен. Всего через три месяца Чандракирти Сингх (1850—1886) вторгся в Манипур и взошел на трон, а Девендра Сингх бежал в Качар. Многочисленные члены королевской семьи пытались свергнуть Чандракирти Сингха, но ни одно из восстаний не увенчалось успехом. В 1879 году, когда британский заместитель комиссара Г. Х. Дамант был убит ангами нага кроме того, раджа Манипура оказал помощь британцам, направив войска в соседний Кохим. После этой службы короне Чандракирти Сингх был награжден Орденом Звезды Индии.
После смерти Махараджи Чандракрити в 1886 году ему наследовал его сын Сурачандра Сингх (1886—1890). Как и в предыдущих случаях, несколько претендентов на трон пытались свергнуть нового короля. Первые три попытки потерпели поражение, но в 1890 году, после нападения на дворец Тикендраджита и Кулачандры Сингха, двух братьев царя, Сурачандра Сингх объявил о своем намерении отречься от престола и уехал из Манипура в Кашар. Кулачандра Сингх (1890—1891), младший брат царя, затем поднялся на трон, а Тикендраджит Сингх, старший брат и командующий вооруженными силами Манипури, обладал реальной властью за кулисами. Тем временем Сурачандра Сингх, оказавшись в безопасности от Манипура, обратился к англичанам за помощью в восстановлении трона.

## «Экспедиция Манипура»
Британцы решили признать Джувраджа Кулачандру Сингха Раджой и отправить в Манипур военную экспедицию из 400 человек, чтобы наказать Сенапати Тикендраджита Сингха как главного виновника беспорядков и династических беспорядков. Это действие и последовавшие за ним насильственные события известны в британских анналах как «Манипурская экспедиция 1891 года» , в то время как в Манипуре они известны как «Англо-манипурская война 1891 года».
Попытка англичан отстранить Тикендраджита Сингха от должности военного коменданта (сенапати) и арестовать его 24 марта 1891 года вызвала большой переполох. Британская резидентура в Импхале подверглась нападению, и главный комиссар Ассама Дж. Скен, британский резидент и другие британские чиновники были убиты. В разгар беспорядков Этель Сент-Клер Гримвуд, вдова Фрэнка Сент-Клера Гриммонда, убитого британского резидента, возглавила отступление выживших сипаев из Манипура в Качар. 27 апреля 1891 года против Манипура была направлена карательная экспедиция (5000 чел.). Три британские колонны вошли в Манипур из Британской Бирмы, Качара и Холмов Нага, которые после нескольких стычек с 3000-тысячной армией Манипура сумели усмирить королевство. После нападения англичан сенапати Тикендраджит и молодой раджа Кулачандра бежали, но были схвачены. Сенапати и те манипури, которые были причастны к убийству британских офицеров, были преданы суду и повешены, а свергнутый раджа Кулачандра и другие лидеры восстания были отправлены в Сотовую тюрьму на Андаманских островах. В это время, вплоть до 22 сентября 1891 года, Манипур был ненадолго присоединен к Британской Индии в силу доктрины выморочности. 22 сентября 1891 года, когда на княжеский трон был посажен 5-летний мальчик Мейдингнгу Чурачанд (Чурачандра) (1891—1941), власть над государством была номинально восстановлена за Манипурской династией. Во время династических беспорядков и британской интервенции племена нага и куки в княжестве впали в беззаконие, с многочисленными случаями убийств и поджогов в горных деревнях, ситуация, которая продолжалась до 1894 года.

## 20-й век: сумерки и конец княжеского государства
Ребенок-правитель Чурачанд принадлежал к боковой ветви королевской семьи Манипура, так что все основные претенденты на престол были обойдены. В то время как он был несовершеннолетним, государственные дела управлялись британским политическим агентом, что способствовало внедрению и осуществлению реформ. Первая мощеная дорога в Манипур была проложена в 1900 году — до тех пор в королевстве не было нормальных дорог,— и это улучшение коммуникаций облегчило визит вице-короля лорда Керзона в 1901 году. Раджа Чурачанд был официально провозглашен королем в 1907 году после завершения образования в Аджмере. В 1918 году ему была предоставлена привилегия использовать титул «Махараджа», и во время его правления Манипур наслаждался периодом относительного мира и процветания. В 1934 году король Чурачанд был посвящен британцами в рыцари, став сэром Чурачандром Сингхом.
В период с марта 1944 года по июль 1944 года часть Манипура и район Нага-Хиллс провинции Ассам были оккупированы Японской Императорской армией. Столица Импхал была обстреляна 10 мая 1942 года.
Последним правителем царства Манипура был Махараджа Бодхчандра Сингх, правивший с 1941 по 1949 год.

## Инкорпорация в Индию
15 августа 1947 года, по истечении срока полномочий Британской Короны, Манипур ненадолго стал «независимым», то есть свободным от контроля со стороны губернатора Ассама. Но Махараджа уже присоединился к Индии 11 августа, в результате чего он уступил три предмета, а именно оборону, внешние дела и связь индийскому правительству, но получил внутренний суверенитет над государством. Был принят «закон о Конституции княжества Манипур 1947 года», дающий княжеству его собственную конституцию, хотя это не стало известно в других частях Индии из-за относительной изоляции государства. Правительство Индии не признало Манипурскую конституцию.
21 сентября 1949 года Махараджа был вынужден подписать соглашение о слиянии своего княжества с Индийским союзом, которое вступило в силу 15 октября того же года. В результате этого соглашения княжество Манипур было включено в Индийский союз в качестве штата части С (аналогично провинции главного комиссара при колониальном режиме, позже названной союзной территорией), который управлялся главным комиссаром, назначаемым правительством Индии. Представительное собрание Манипура было упразднено.
Недовольный центральным правлением, Ришан Кейшинг (1920—2017) начал движение за представительное правительство в Манипуре в 1954 году. Вместе с тем министр внутренних дел Индии заявил, что еще не настало время для создания представительных собраний в таких государствах части С, как Манипур и Трипура, утверждая, что они расположены в стратегических пограничных районах Индии, что народ является политически отсталым и что администрация в этих государствах все еще слаба. Однако в соответствии с Законом о территориальных советах 1956 года Манипуру была предоставлена существенная мера местного самоуправления, в 1963 году — законодательный орган и Совет министров, а в 1972 году — полная государственность.

## Правители
Правители княжества Манипур получили от британских властей право на 11-пушечный салют. Последняя правящая династия в Манипуре утвердилась у власти в 1714 году.
- 1709—1754: Гариб Наваз (Памхейба) (1690—1754)
- 1754—1756: Бхарат Шах (Читсай)
- 1756—1764: Гуру Шам (Гаурисиам) (? — 1764)
- 1764—1798: Джай Сингх (Бхагья Чандра) (1748—1798)
- 1798—1801: Рохинчандра (Харшачандра Сингх) (? — 1801), сын предыдущего
- 1801—1806: Мадучандра Сингх (? — 1806)
- 1806—1812: Чараджит Сингх (? — 1812)
- 1812—1819: Марджит Сингх (? — 1824)

### Раджи под бирманским сюзеренитетом
Во времена бирманских нашествий было два феодальных короля.
- 1819—1823: Шуболь
- 1823—1825: Питамбара Сингх

### Раджи под британском сюзеренитетом
- 26 июня 1825 — 9 января 1834: Гамбхир Сингх (1788—1834), сын Чингтанга Хомбы
- 1834—1844: Чандра Крити, сын предыдущего
- 1834—1844: Нара Сингх — регент (1792—1850)
- 8 февраля 1844 — 10 апреля 1850: Нара Сингх (1792—1850), сын Бадра Сингха
- 1850 (3 месяца): Девендра Сингх (? — 1871), брат предыдущего
- 1850 — май 1886: Чандракирти Сингх (1831—1886), сын Гамбхира Сингха, с 18 февраля 1880 года — сэр Чандракирти Сингх
- 1886 — 24 сентября 1890: Сурачандра Сингх (? 1890), сын предыдущего
- 24 сентября 1890 — 19 апреля 1891: Кулачандра Сингх (? — 1934), сын Чандракирти Сингха
- 19 апреля 1891 — 18 сентября 1891: междуцарствие
- 18 сентября 1891—1918: Чурачандра Сингх (1885—1941)

### Махараджи
- 1918 — сентябрь 1941: сэр Чурачандра Сингх (1885—1941), с 1 января 1934 года — сэр Чурачандра Сингх
- сентябрь 1941 — 15 октября 1949: Бодхчандра Сингх (1909—1955), старший сын предыдущего.

## Флаги
В княжестве Манипур было два флага — белый и красный. Все они изображали Дракона Пахангба в центре, хотя и не так заметно на последних флагах
|  |  |  |

.